# Кравченко Михайло Федорович
Михайло Федорович Кравченко (1952, Каменськ-Уральський — 2011, Каменськ-Уральський) — радянський спортсмен-мотогонщик, дворазовий чемпіон СРСР зі спідвею на льоду в класі мотоциклів 125 см³, п'ять разів ставав срібним призером і двічі бронзовим призером чемпіонату СРСР з мотоперегонів на льоду у класі мотоциклів 125 см³; чемпіон СРСР з шосейно-кільцевих мотоперегонів у класі мотоциклів 125 см³ «А» 1975 року, чотирикратний срібний призер чемпіонату СРСР з шосейно-кільцевих перегонів в класах 125 см³ «А», 175 см³ «Б»; багаторазовий переможець і призер чемпіонату РРФСР і Озброєних Сил; майстер спорту СРСР.

## Біографія
Михайло Кравченко народився 3 серпня 1952 року в місті Кам'янка-Уральському Свердловської області, закінчив там восьмирічну школу № 32 , професійне технічне училище і в 1971 році пішов в армію, службу проходив у Групі Радянських Військ у Німеччині (ГСВГ), через півроку служби був зарахований до СКА ГСВГ, по закінченню двох років строкової служби залишився на надстрокову і служив до 1980 р
Помер 14 квітня 2011 року в м Кам'янсько-Уральському.

## Спортивна кар'єра
Вже в шкільні роки Кравченко наполегливо займався спортом: ставав переможцем і призером міських змагань з лижних гонок, а при досягненні 15 років почав займатися в Каменськ-Уральському міському мотоклубі ДОСААФ, під керівництвом почесного майстра спорту СРСР В'ячеслава Павловича Чупіна і заслуженого тренера РРФСР Володимира Васильовича Друзя . Через рік Кравченко вже став чемпіоном області з мотокросу серед юнаків і йому було присвоєно звання кандидата в майстри спорту СРСР. У 1968 році Кравченко був зарахований до збірної команди РРФСР з мотоперегонів. Далі, під час служби в армії за досягнення в спорті він був зарахований до збірної команди СРСР, з успіхом виступав на всесоюзних змаганнях з шоссейно- кільцевих мотоперегонів у класі мотоциклів 125 см³ «А», мотоперегонів на льоду в класі мотоциклів 125 см³, іподрому, спідвею по гаревій доріжці і мотоциклетного кросу.
У різний час представляв клуби: СКА ГСВГ (ГДР), РРФСР. Білоруська РСР, Українська РСР, Каменськ — Уральський мотоклуб.
Спортивну кар'єру закінчив у 1989 році.

### Шосейно-кільцеві мотоциклетні гонки
Чемпіонат СРСР з шосейно — кільцевих мотоциклетних перегонів проходив у чотири етапи, на чотирьох абсолютно різних траса Риги, Вільянді і Талліна.
Перший етап проходив в Ризі (Латвійська РСР) на ділянці траси «Бікерніекі» протяжністю 3850 метрів, званому «Кільце майстерності» (від 20 до 28 кіл). Другий етап проходив так само в Ризі, на трасі «Бікерніекі», на ділянці «Велике кільце» протяжністю 5 495 метрів, який включав в себе значну частину «Кільця майстерності» (від 11 до 21 кола). Третій етап проходив у м Вільянді (Естонська РСР) на трасі «Вана — Вийду» протяжністю 4 750 метрів. Четвертий, заключний етап проходив у м Талліні (Естонська РСР) на трасі «Піриту», протяжністю 6000 метрів (від 6 до 19 кіл залежно від класу мотоциклів).
Кожен етап чемпіонату ставив перед пілотами різні завдання: траси сильно відрізнялися одна від одної за кількістю крутих поворотів і прямих, швидкісних ділянок, що в свою чергу впливало на спосіб і характер проходження траси, а часто і змушувало спортсменів вносити зміни в конфігурацію мотоциклів. Так «Кільце майстерності» (Рига) мало тільки один пряму ділянку (старт — фініш) і складалося в основному з поворотів різних радіусів, що вимагало від спортсменів вміння швидкісного проходження віражів і не дозволяло нарощувати перевагу в гонці за рахунок сильного мотора. Траса третього етапу «Вана — Вийду» (Вільянді), навпаки мала всього три крутих повороти і складалася здебільшого з швидкісних ділянок, траса з такою проектуванням дозволяла пілотам максимально використовувати швидкісні можливості своїх мотоциклів. Фінал чемпіонату СРСР з ШКМГ проходив на трасі «Піриту» (Таллінн), ця траса вважалася універсальною через безліч швидкісних ділянок і великої кількості поворотів з різними радіусами, що в свою чергу так само вимагало від гонщиків універсальної техніки ведення мотоциклів. Іншими словами, такий розклад характеристик трас дозволяв виходити в лідери чемпіонату тільки фахівцям «широкого профілю»: спортсменам, які можуть досягати успіху на швидкісних трасах так само як на трасах вимагають майстерності керування мотоциклом на віражах.
М. Кравченко виступав у класі мотоциклів 125 см³, який ділився на класи «А» і «Б». «А» клас — спеціально розроблені заводами моделі гоночних мотоциклів обмеженої серії, а так само деякі моделі допрацьовані самими спортсменами; «Б» клас — спортивні мотоцикли серійного виробництва. Кравченко виступав у класі «А».
За регламентом змагань переможець в особистому заліку визначався за результатами трьох найкращих етапів, 8-10 серпня 1975 року в Таллін прибуло понад 200 спортсменів, що б завершити суперечку за вищі сходинки п'єдесталу пошани у різних класах. У класі 125 см³ «А» М. Кравченко вийшов на старт фінального етапу чемпіонату СРСР з шосейно-кільцевих мотоциклетних перегонів вже в ранзі дострокового чемпіона.

### Спортивні досягнення
- Чемпіон СРСР з шосейно-кільцевих мотоциклетних перегонів у класі мотоциклів 125 см³; (особистий залік клас «А», 1975 рік р Таллін);[4][5]
- Чотирикратний срібний призер чемпіонату СРСР з шосейно-кільцевих перегонів (1974; 1976 — см³ «А», 175 см³ «Б»; 1978 — клас 175 см³ «Б», р.р.);[6][7][8]
- Дворазовий чемпіон СРСР по льодовому спідвею в класі мотоциклів 125 см³;[9]
- П'ятикратний срібний призер чемпіонату СРСР по льодовому спідвею в класі мотоциклів 125 см³;[10][11][12][13][14]
- Дворазовий бронзовий призер чемпіонату СРСР по льодовому спідвею в класі мотоциклів 125 см³;[15]
- Багаторазовий переможець і призер чемпіонату РРФСР по льодовому спідвею в класі мотоциклів 125 см³.